# 阿倫茨維爾 (伊利諾伊州)
阿倫茨維爾（英語：Arenzville）是位於美國伊利諾伊州卡斯縣的一個村落。

## 地理
阿倫茨維爾的座標為39°52′39″N 90°22′15″W / 39.87750°N 90.37083°W，而該地最高點為海拔高度154米（即504英尺）。

## 人口
根據2010年美國人口普查的數據，阿倫茨維爾的面積為2.02平方千米，當中陸地面積為2.02平方千米，而水域面積為0.00平方千米。當地共有人口409人，而人口密度為每平方千米202人。